# Сан Лоренцо (Сасари)
Сан Лоренцо је насеље у Италији у округу Сасари, региону Сардинија.
Према процени из 2011. у насељу је живело 96 становника. Насеље се налази на надморској висини од 271 м.